# Cochabamba variolosa
Cochabamba variolosa es un coleóptero de la familia Chrysomelidae. Fue descrita en 1878 por Jacoby.